# Oxid de etilenă
Oxidul de etilenă, denumit de asemenea și oxid de etenă sau oxiran, e un compus organic cu formula chimică C2H4O. E un eter ciclic. Oxidul de etilenă e un gaz inflamabil incolor la temperatura camerei, cu un miros ușor dulce; e cel mai simplu epoxid: un inel cu 3 membre constituind din un atom de oxigen și 2 de carbon.
Oxidul de etilenă a fost descoperit în anul 1859 de către chimistul francez Charles Adolphe Wurtz, care l-a preparat prin tratarea 2-cloroetanolului cu hidroxid de potasiu.
Cl–CH2CH2–OH + KOH → (CH2CH2)O + KCl + H2O
Reacția poate fi reprezentată și astfel: